# Pila (Filipinas)
Pila es un municipio filipino de tercera clase, perteneciente a la provincia de La Laguna, en la región de Calabarzon.

## Historia
Hacia mediados del siglo XIX, el lugar, ya por entonces perteneciente a la provincia de La Laguna, tenía contabilizada una población de 3611 habitantes, repartidos en 602 casas. Aparece descrito en el segundo volumen del Diccionario geográfico, estadístico, histórico de las Islas Filipinas (1851) de Manuel Buzeta Núñez y Felipe Bravo con las siguientes palabras:

PILA: pueblo con cura y gobernadorcíllo, en la isla de Luzon, prov. de la Laguna, arz. de Manila, sit. en los 125° 3' 20"  long. 14° 13' 20" lat. á la orilla derecha de un rio en terreno llano y distante una milla de la playa S. E. de la laguna de Bay, el clima es bastante sano y templado. Tiene 602 casas, la parroquial y la de comunidad, donde se halla la cárcel. Hay una escuela de instruccion primaria y una iglesia parroquial de buena fábrica servida por un cura regular. El cementerio está fuera de la poblacion muy bien situado. Confina el térm. por N. E. con el de Santa Cruz distante 1 ½ leg., por E. N. E. con el de Pagsaujan cab. de la prov., distante 2 leg., por S. S. E. con el de Magdalena á 1 leg., por S. con el de Nagcarlang, distante 1 y ¾ id., por S. O. con el de Bay, á igual distancia, y por O. y N. con la laguna de Bay. Riega el terreno el rio de Santa Cruz que pasa al E. del pueblo, y otros varios que van á desaguar á la laguna. Todos ellos fertilizan el terr. haciéndole bastante productivo, en arroz, caña dulce, algun maiz, frutas y legumbres. Ind. la agricultura y la pesca, ocupándose las mugeres, en la fabricacion de telas de algodon y abacá. pobl. 3,611 alm. y en 1845 pagaba 1,021 trib. que hacen 1,024 rs. plata.
(Buzeta y Bravo, 1851, p. 402)

En 2020, tenía censados 54 613 habitantes.